# Georg Lammers
Georg Lammers, född 14 april 1905 i Burhave i Niedersachsen, död 17 mars 1987 i Butjadingen, var en tysk friidrottare.
Lammers blev olympisk silvermedaljör på 4 x 100 meter vid sommarspelen 1928 i Amsterdam.